# Liste vor 1830 gebauter Lokomotiven
Diese Liste enthält Lokomotiven, die bis zum Betriebsbeginn der Liverpool and Manchester Railway, der ersten ausschließlich mit Dampflokomotiven betriebenen öffentlichen Bahnstrecke der Welt, am 15. September 1830 gebaut wurden.
| Name                                                                          | Bild                                | Baujahr   | Erbauer                                                                 | Technische Merkmale | Einsatz und Verbleib | Besonderheiten und Anmerkungen |
| ----------------------------------------------------------------------------- | ----------------------------------- | --------- | ----------------------------------------------------------------------- | --- | --- | --- |
| Coalbrookdale Locomotive                                                      |                                     | 1802      | Coalbrookdale Company im Auftrag und nach Plänen von Richard Trevithick | Spurweite 914 mm (3 Fuß), Achsfolge B | Trevithick ließ von der Coalbrookdale Company auf Basis seiner patentierten stationären Hochdruck-Dampfmaschine eine Lokomotive bauen, über die allerdings bis auf eine Zeichnung und einige Aussagen in einem Brief Trevithicks wenig bekannt ist. Es steht nicht einmal fest, ob sie jemals eine Fahrt absolviert hat. | Die erste Eisenbahn-Dampflokomotive der Welt. |
| Penydarren Locomotive                                                         | Keine bildliche Darstellung bekannt | 1803/1804 | Richard Trevithick                                                      | Spurweite 1280 mm (4 Fuß und 2 Zoll), Achsfolge B; Höchstgeschwindigkeit mit 10 Tonnen Last 3,9 km/h                                          | 1802 hatte Richard Trevithick zum Betreiben eines Hammers ein Exemplar seiner stationären Hochdruck-Dampfmaschine in den Penydarren Ironworks bei Merthyr Tydfil gebaut. Für den Eigentümer des Eisenwerks, Samuel Homfray, setzte er die Maschine auf Räder und baute auf dieser Grundlage eine Lokomotive, die auf den Gleisen der Industrieanlage fahren konnte. Homfray war so beeindruckt, dass er mit Richard Crawshay, dem Eigentümer eines anderen Eisenwerks, um die seinerzeit bedeutende Summe von 500 Guineen wettete, dass die Lokomotive in der Lage sei, auf der Pferdebahn der Penydarren Ironworks mit 10 Tonnen Eisen beladene Wagen über eine Distanz von 15,7 km von Penydarren nach Abercynon zu ziehen. Die Fahrt fand am 21. Februar 1804 statt, und Trevithicks Lokomotive beförderte 5 Wagen, auf denen sich 10 Tonnen Eisen und 70 Personen befanden, innerhalb von 4 Stunden und 5 Minuten vom Ausgangsort zum Ziel, wodurch Homfray die Wette gewann. Allerdings hatte sich gezeigt, dass die gusseisernen Schienen nicht für die schwere Lokomotive geeignet waren, viele brachen unter dem hohen Achsdruck. Über diese eine Fahrt hinaus kam es daher zu keinem weiteren Einsatz, die Lokomotive wurde wieder zu einer stationären Dampfmaschine umgerüstet und betrieb dann wie ursprünglich vorgesehen den Hammer des Eisenwerks. | Das Aussehen der Penydarren Locomotive ist nicht bekannt, da bislang keine Zeichnungen von ihr gefunden wurden. In der Konstruktion ähnelte sie vermutlich der vorher entstandenen Coalbrookdale Locomotive, da beide auf Trevithicks Hochdruck-Dampfmaschine basierten. |
| Newcastle Locomotive                                                          |                                     | 1804/1805 | John Whinfield nach Plänen von Richard Trevithick                       | Spurweite 1524 mm (5 Fuß), Achsfolge B | Von Christopher Blackett, Eigentümer der Wylam-Kohlengrube nahe Newcastle upon Tyne, in Auftrag gegebene Grubenbahnlokomotive, die zwischen Oktober 1804 und Mai 1805 nach Trevithicks Plänen von John Whinfield in Gateshead gebaut wurde. Die fertiggestellte Lokomotive führte auf dem Gelände der Eisengießerei in Gateshead Probefahrten durch, erwies sich jedoch mit 4,6 Tonnen Gewicht als zu schwer für die noch hölzernen Schienen der Wylam-Bergwerksbahn und gelangte dort nicht zum Einsatz, sondern wurde als stationäre Dampfmaschine in der Gießerei verwendet. | Vermutlich die erste Lokomotive mit Spurkranz-Rädern |
| Catch me who can                                                              |                                     | 1808      | Richard Trevithick                                                      | Demonstrationslokomotive, Achsfolge 1A; Höchstgeschwindigkeit zwischen 19 und 24 km/h                                                         | Trevithick hatte die Catch me who can zu Demonstrationszwecken gebaut, um Interesse für seine Erfindung zu wecken. Auf einer als Steam Circus bezeichneten eigens errichteten Kreisbahn in London präsentierte er sie vom Juli 1808 an zahlenden Zuschauern, die auch eine Fahrt in einem angehängten Wagen unternehmen konnten. Dies macht die Catch me who can zur ersten Lokomotive, die für die kommerzielle Personenbeförderung eingesetzt wurde. Allerdings zeitigte das kostspielige Unternehmen für Trevithick keine positiven Resultate, sondern trug vielmehr zu seinem Bankrott bei. Nach zwei Monaten wurde der Betrieb eingestellt. Der Verbleib der Catch me who can ist nicht dokumentiert; es bestehen ausschließlich Vermutungen. | Seit 2008 entsteht unter Leitung der Trevithick 200 Charity ein funktionsfähiger Nachbau der Catch me who can. |
| Salamanca                                                                     |                                     | 1812      | Matthew Murray                                                          | Lokomotive des Blenkinsop-Typs mit Antrieb über ein einzelnes seitliches Zahnrad; Spurweite 1245 mm (4 Fuß und 1 Zoll).                       | Grubenbahnlokomotive der Middleton Railway, am 24. Juni 1812 in Betrieb genommen und am 28. Februar 1818 durch eine Kesselexplosion zerstört. | Die Salamanca ist im Hintergrund des 1813 entstandenen Bildes The Collier von George Walker (1781–1856) dargestellt, was sie zur ersten von einem Künstler gemalten Dampflokomotive macht. |
| Chain Locomotive                                                              |                                     | 1813      | William Chapman und Edward Chapman                                      | Antrieb durch Kettenlaufwerk | Am 30. Dezember 1812 erhielten die Brüder William und Edward Chapman das Patent Nr. 3632 für England und Wales (das schottische Patent wurde am 21. April 1813 erteilt) für eine Lokomotivkonstruktion, bei der weder die auf den Schienen laufenden Räder noch ein Zahnrad für die Bewegung sorgten; vielmehr trieb die Dampfmaschine einen Mechanismus an, durch den sich die Lokomotive an einer Kette vorwärtszog, die zwischen den Schienen gespannt war. Sie ließen nach ihren Plänen bei der Butterley Company in Derbyshire eine derartige Lokomotive bauen, die im August 1813 fertiggestellt war und dann zur praktischen Erprobung zur Kohlegrube Heaton Colliery in Newcastle-upon-Tyne gebracht wurde. Nach ihrer Endmontage unterzog man die Kettenlokomotive ab Oktober 1813 ausgiebigen Tests, die nicht zufriedenstellend verliefen. Der Kettenvortrieb erwies sich als anfällig und leistungsschwach. Bis 1815 wurde mit der Lokomotive noch experimentiert, wobei man sie vermutlich vorübergehend zu Demonstrationszwecken zum Lambton Waggonway brachte, ohne dass sie überzeugende Eigenschaften entwickelte. Ihr Verbleib ist nicht bekannt; möglicherweise verwendete man sie, nachdem sie sich für ihren eigentlichen Zweck als ungeeignet erwiesen hatte, im Bergwerk als stationäre Dampfmaschine. | Die erste Lokomotive mit einem Drehgestell |
| Puffing Billy                                                                 |                                     | 1813      | William Hedley und Timothy Hackworth                                    | Spurweite 1524 mm (5 Fuß), Achsfolge B (1815–1830 Achsfolge D zur Verminderung des Achsdrucks auf den Schienen); Höchstgeschwindigkeit 8 km/h | Grubenbahnlokomotive der Wylam-Kohlengrube, bis 1862 dort im Einsatz und dann an das Patent Office Museum in London abgegeben. | Älteste erhaltene Dampflokomotive der Welt, heute im Science Museum in London. |
| Mechanical Traveller (auch als Steam Horse bekannt)                           |                                     | 1813      | William Brunton                                                         | Spurweite 1067 mm (3 Fuß und 6 Zoll), durch Beine vorwärtsgestoßen; Höchstgeschwindigkeit 4 km/h                                              | Der für die Butterley Company arbeitende Ingenieur William Brunton ging davon aus, dass die Reibung eiserner Lokomotivräder auf eisernen Schienen nicht ausreichen konnte, um größere Lasten zu bewegen. Seine Konstruktion, für die er am 22. Mai 1813 ein englisches Patent erhielt, sollte dieses Problem dadurch lösen, dass nicht die Räder durch die Dampfmaschine angetrieben wurden, sondern zwei Beine, die die Lokomotive vorwärtsstießen. Auf eigene Kosten ließ er bei Butterley eine Maschine nach diesem Prinzip bauen, die zunächst auf der werkseigenen Bahn getestet wurde, die die Crich-Kalkgrube mit dem Cromford-Kanal verband. Hierbei wurden die geringe Leistungsfähigkeit und Geschwindigkeit der Maschine deutlich. Die anschließenden Geschehnisse sind widersprüchlich überliefert: Es ist nicht eindeutig klar, ob die Lokomotive nach einigen konstruktiven Veränderungen zerlegt, an die Kohlengrube Newbottle Colliery im County Durham geliefert und dort im Oktober 1814 wieder montiert wurde oder ob es sich dabei um eine nach demselben Prinzip gebaute zweite Maschine handelte. Der auf der Newbottle-Grubenbahn eingesetzte Mechanical Traveller war über den Winter 1814/15 hinweg in Betrieb, ohne höhere Leistungen als die auf der Crich-Bahn beobachteten zu erbringen. Am 31. Juli 1815 explodierte die Lokomotive auf der Newbottle-Strecke, wobei es 13 Tote und mehrere Verletzte gab. Die Maschine wurde nie repariert, und es wurden keine weiteren Lokomotiven nach diesem Prinzip gebaut. | |
| Blücher                                                                       |                                     | 1814      | George Stephenson                                                       | Normalspur, Achsfolge B; Höchstgeschwindigkeit mit einem Zug von 30 Tonnen Gewicht auf einer leicht ansteigenden Strecke 6,5 km/h             | Grubenbahnlokomotive des Kohlebergwerks Killingworth Colliery in Newcastle upon Tyne, Erstfahrt dort am 25. Juli 1814. Die Maschine wurde vorwiegend als Versuchsträger betrachtet; sie zeigte sich im Betrieb mechanisch anfällig, erbrachte weniger Leistung als erhofft und brachte aufgrund hoher Wartungs- und Betriebskosten keine hinreichenden Vorteile gegenüber pferdebespannten Zügen. Sie erwies sich jedoch durch ihre Schwächen als nützlich, um Erkenntnisse für künftige Konstruktionen zu sammeln. George Stephenson zerlegte die Blücher zu einem nicht dokumentierten Zeitpunkt, um die Teile für weiterentwickelte Nachfolger zu verwenden. Laut den Tagebüchern von Edward Pease war sie noch 1821 im Einsatz, denn am 19. April jenes Jahres suchte Stephenson ihn auf und lud ihn ein: Kommen Sie nach Killingworth und sehen Sie, was meine 'Blücher' leisten kann. Jedoch ist nicht klar, ob damit diese konkrete Lokomotive gemeint war oder der Name der recht bekannten Maschine als generischer Begriff diente. | Die erste von George Stephenson gebaute Lokomotive. |
| Wylam Dilly                                                                   |                                     | ca. 1815  | William Hedley und Timothy Hackworth                                    | Spurweite 1524 mm (5 Fuß), Achsfolge B (1815–1830 Achsfolge D zur Verminderung des Achsdrucks auf den Schienen); Höchstgeschwindigkeit 8 km/h | Grubenbahnlokomotive der Wylam-Kohlengrube, 1862 an die Craghead Colliery in Durham verkauft, 1868 außer Dienst gestellt und 1883 dem Edinburgh Museum of Science and Art übergeben. | Zweitälteste erhaltene Dampflokomotive der Welt, heute im Royal Museum in Edinburgh. |
| Kein Name bekannt                                                             |                                     | 1815      | George Stephenson                                                       | Normalspur, Achsfolge B | Grubenbahnlokomotive des Kohlebergwerks Killingworth Colliery in Newcastle upon Tyne. George Stephenson konstruierte diese Lokomotive, für die kein Name überliefert ist, auf Grundlage seiner Erfahrungen mit der Blücher. Die Erstfahrt erfolgte am 6. März 1815; ihr Verbleib ist nicht bekannt. | Die zweite von George Stephenson gebaute Lokomotive. |
| Steam Elephant                                                                |                                     | 1815      | Vermutlich John Buddle und William Chapman                              | Normalspur, Achsfolge C; Höchstgeschwindigkeit 7 km/h                                                                                         | Grubenbahnlokomotive auf dem Wallsend Waggonway der Kohlengrube Wallsend, bis mindestens Mitte der 1820er Jahre im Einsatz. Anschließend möglicherweise nach Umbau noch weitere zehn Jahre bei den Kohlengruben in Hetton-le-Hole in Betrieb. Verbleib unbekannt. | 2002 ließ das North of England Open Air Museum eine Rekonstruktion der Steam Elephant bauen, die seitdem auf dem Pockerley Waggonway des Freilichtmuseums im Einsatz ist. |
| Billy (auch Killingworth Billy)                                               |                                     | 1816      | George Stephenson                                                       | Normalspur, Achsfolge B | Grubenbahnlokomotive des Kohlebergwerks Killingworth Colliery in Newcastle upon Tyne. Die genauen Umstände ihrer Entstehung sind nicht dokumentiert. Die Billy war bis zu ihrer Außerdienststellung 1879 im Einsatz auf der Grubenbahn und wurde der Stadt Newcastle 1881 zum Geschenk gemacht. Bis 1896 stand sie auf einem Sockel am Nordende der High Level Bridge, wurde dann ins Innere des Hauptbahnhofs von Newcastle versetzt und von dort 1945 in das Museum of Science and Industry überführt. Seit 1981 befindet sie sich im Stephenson Railway Museum in North Shields. | Bis vor Kurzem wurde angenommen, dass die Billy um 1826 von Robert Stephenson & Co. gebaut worden sei. Untersuchungen im Jahr 2018 ergaben jedoch, dass sie zehn Jahre früher entstand und somit die drittälteste erhaltene Dampflokomotive der Welt ist. Allerdings weist sie aufgrund zahlreicher späterer Reparaturen und Umbauten vermutlich keine Originalbauteile mehr auf. |
| Dampfwagen der Königlichen Eisengießerei Berlin                               |                                     | 1816      | Königlich Preußische Eisengießerei                                      | Spurweite ca. 940 mm, Antrieb über ein einzelnes seitliches Zahnrad nach dem System Blenkinsop; Höchstgeschwindigkeit etwa 3 km/h             | Die Lokomotive wurde trotz unzureichender Leistungen bei der Erprobung an das Bergwerk Königsgrube in Königshütte geliefert, gelangte dort jedoch nicht zum Einsatz und wurde später verschrottet. | Die erste in Deutschland gebaute Dampflokomotive. |
| Geislauterner Dampfwagen                                                      |                                     | 1817      | Königlich Preußische Eisengießerei                                      | Antrieb über ein einzelnes seitliches Zahnrad nach dem System Blenkinsop                                                                      | Trotz des Misserfolgs mit dem ersten Dampfwagen im Jahr zuvor baute die Königliche Eisengießerei eine zweite Lokomotive des Blenkinsop-Typs, die ungeachtet mangelhafter Leistungen bei den Erprobungsfahren 1819 an die Grube Bauernwald im Saarrevier ausgeliefert wurde. Dort erwies sie sich letztlich als völlig unbrauchbar, wurde abgestellt, ab 1834 zum Schrottwert zum Verkauf angeboten und 1836 auf Abbruch an einen Landwirt verkauft. | Die zweite in Deutschland gebaute Dampflokomotive; 2014 entstand eine Nachbildung des Geislauterner Dampfwagens, die sich heute im Depot des Verkehrsmuseums Nürnberg befindet. |
| Locomotion No. 1                                                              |                                     | 1825      | Robert Stephenson & Co.                                                 | Normalspur, Achsfolge B; Höchstgeschwindigkeit 24 km/h                                                                                        | Die Lokomotive wurde am 16. September 1824 von der Stockton and Darlington Railway in Auftrag gegeben und zog ein Jahr später am 27. September 1825 den Eröffnungszug der Bahnlinie. 1850 wurde sie ausgemustert und an die Kohlegrube West Collieries im County Durham verkauft, wo sie als stationäre Dampfmaschine Wasserpumpen antrieb. 1857 ließ der Besitzer des Bergwerks die Locomotion wegen ihres historischen Werts restaurieren und übergab sie wieder der Stockton and Darlington Railway. Seitdem war sie an verschiedenen Orten museal ausgestellt und befindet sich nunmehr im Eisenbahnmuseum Head of Steam in Darlington. | Erste Lokomotive der ersten öffentlichen Bahnlinie, die Lokomotiven einsetzte (im Mischbetrieb mit Pferdebespannung). |
| Chittaprat (eigentlich Stockton)                                              |                                     | 1825      | Robert Wilson                                                           | Normalspur, Achsfolge B | Robert Wilson bot die von ihm gebaute Lokomotive am 25. November 1825 dem Vorstand der Stockton and Darlington Railway für 380 £ zum Kauf an, mit der Möglichkeit, sie zuvor einen Monat lang zu erproben. Die Direktoren nahmen das Angebot an, doch während der Testphase erbrachte die Maschine keine akzeptablen Leistungen. Die Eisenbahngesellschaft kaufte sie dennoch an, weil sie hoffte, den gelungen konstruierten Kessel für einen anderen Zweck verwenden zu können. Tatsächlich verwendete Timothy Hackworth 1827 den Kessel und möglicherweise einige weitere Teile der Chittaprat beim Bau seiner Royal George. | Lange Zeit war über die Chittaprat wenig bekannt, und die wenigen Erwähnungen waren vage. Erst im Februar 1927 wurde ein Eintrag im Tagebuch des französischen Ingenieurs Marc Seguin bekannt, der die Lokomotive 1825 gesehen und in einer Skizze (der einzigen bildlichen Darstellung dieser Maschine) sowie einer Beschreibung festgehalten hatte. Aus den Angaben geht hervor, dass es sich um eine ungewöhnliche Konstruktion mit vier Zylindern handelte. Der eigentliche Name der Lokomotive, die die Betriebsnummer 5 der S&DR trug, war Stockton. Bekannt wurde sie jedoch unter ihrem Spitznamen Chittaprat, vermutlich eine lautmalerische Wiedergabe der ungewöhnlichen Geräusche, die sie aufgrund ihrer Vierzylinder-Konstruktion hervorbrachte. |
| Steam Waggon                                                                  |                                     | 1825      | John Stevens                                                            | Zahnradlokomotive; Höchstgeschwindigkeit 19 km/h                                                                                              | Der amerikanische Ingenieur John Stevens konstruierte 1825 den experimentellen Steam Waggon und legte auf seinem Anwesen in Hoboken eine 190 Meter lange Kreisstrecke an, auf der er 1826 und 1827 Probe- und Demonstrationsfahrten durchführte. Dabei wurden Interessierte auch als Passagiere befördert. Die originalen Heizrohre des holzbefeuerten Vertikal-Dampfkessels sowie das Sicherheitsventil blieben erhalten und befinden sich heute im Besitz der Smithsonian Institution; die Lokomotive selbst existiert nicht mehr. | Ein Nachbau des Steam Waggon von 1928 befindet sich im Museum of Science and Industry in Chicago, ein 1939 entstandener weiterer Nachbau (siehe Bild unten) im Railroad Museum of Pennsylvania. |
| No. 2                                                                         |                                     | 1826      | Robert Stephenson & Co.                                                 | Normalspur, Achsfolge B | Grubenbahn-Lokomotive der Springwell Colliery, möglicherweise 1863 an die Killingworth Colliery abgegeben und dort 1879 ausgemustert. Ihr endgültiges Schicksal ist in jedem Falle unbekannt. | Für die Bowes Railway, die von George Stephenson erbaute Grubenbahn eines 1826 nahe dem Dorf Springwell (heute Teil der City of Sunderland) eröffneten Kohlebergwerks, lieferte Robert Stephenson & Co. im selben Jahr zwei Lokomotiven, die keine Namen erhielten, sondern nur als No. 1 und No. 2 bezeichnet wurden. No. 2 war 1862 noch in Betrieb; eine der Lokomotiven wurde 1863 an die Killingworth Colliery in Newcastle upon Tyne abgegeben, wo sie noch bis 1879 in Verwendung blieb. Ob es sich dabei um No. 2 handelte, ist gegenwärtig nicht bekannt. Ihr endgültiger Verbleib ist ebenso unklar wie der ihrer Schwesterlokomotive. Aufgrund eines Irrtums, der bis heute nachwirkt, wird die No. 2 in der älteren Literatur und gelegentlich auch heute noch mit der erhaltenen Billy von 1816 (siehe oben) verwechselt und ihr Bild fälschlich als Darstellung dieser älteren Lokomotive bezeichnet. Tatsächlich handelt es sich um unterschiedliche Maschinen. |
| Experiment                                                                    |                                     | 1827      | Robert Stephenson & Co.                                                 | Normalspur, Achsfolge C (ursprünglich B) | Das genaue Datum der Fertigstellung ist nicht dokumentiert, aber die preußischen Bergbauingenieure Ernst Heinrich von Dechen und Karl von Oeynhausen sahen die betriebsbereite, noch zweiachsige Experiment bereits Anfang 1827 in Stephensons Werkstatt in Newcastle upon Tyne. Es ist möglich, dass sie in den folgenden Monaten zu Testzwecken auf dem Schienennetz des Kohlebergwerks Killingworth eingesetzt wurde, ehe sie am 30. Januar 1828 an die Stockton and Darlington Railway ausgeliefert wurde und dort die Betriebsnummer 6 erhielt. Im Betrieb zeigte sich bald, dass ihre Achslast zu hoch war und zu Schienenbrüchen führte. Unter der Leitung von Timothy Hackworth wurde die Experiment in der zweiten Hälfte des Jahres 1828 zu einer dreiachsigen Lokomotive nach dem Vorbild seiner Royal George umgebaut. Nach weiteren Umbauten war die Experiment bis 1839 im Einsatz. Ihr Verbleib ist unbekannt. | In ihrem ursprünglichen Zustand besaß die Experiment als erste Lokomotive überhaupt horizontal angeordnete Zylinder; diese Neuerung war vermutlich auch der Grund für ihren Namen. Diese Zylinderausrichtung sollte die Belastungen der Maschine und der Gleise beseitigen, die durch das Kolbenstampfen der bis dahin üblichen senkrechten Zylinder entstanden. Die Anordnung der Zylinder machte allerdings extrem lange Treibstangen erforderlich, die der Maschine beim Lokpersonal den Spitznamen Old Elbows eintrugen. Bei einem späteren Umbau erhielt die Experiment statt der horizontalen Zylinder geneigte. Der Zustand im Jahre 1829 nach dem ersten Umbau durch Hackworth ist durch eine Tagebuchskizze von John Urpeth Rastrick dokumentiert, den späteren Zustand mit geneigten Zylindern zeigt das nachfolgende Bild. |
| Royal George                                                                  |                                     | 1827      | Timothy Hackworth                                                       | Normalspur, Achsfolge C; Höchstgeschwindigkeit mit einem Zug von 100 Tonnen 8 km/h                                                            | Von der Stockton and Darlington Railway, die angesichts der erheblichen mechanischen Anfälligkeit ihrer vorhandenen Lokomotiven bereits den vollständigen Wechsel zur Seilzugbeförderung mit stationären Dampfmaschinen ins Auge fasste, bei ihrem Superintendenten Hackworth mit der ausdrücklichen Vorgabe in Auftrag gegeben, eine wirklich zuverlässige Lokomotive für schwere Güterzüge zu konstruieren. Hackworths Royal George – mit dem Kessel und möglicherweise weiteren Teilen der Chittaprat von 1825 gebaut –, die am 29. November 1827 erstmals fuhr, übertraf alle Erwartungen und war 13 Jahre bei der Stockton & Darlington Railway im Einsatz. Am 26. Dezember 1840 wurde sie an die Wingate Colliery Company in Durham verkauft, einige Jahre später dann erwarb sie George Lambton, Earl of Durham für sein Kohlebergwerk Lambton Collieries. Ihr Verbleib ist unbekannt. | Die Royal George war die erste Lokomotive mit einem Blasrohr, als dessen Erfinder Hackworth gilt. |
| Lancashire Witch                                                              |                                     | 1828      | Robert Stephenson & Co.                                                 | Normalspur, Achsfolge B; Höchstgeschwindigkeit 13 km/h                                                                                        | Die Lokomotive war am 7. Januar 1828 von der Liverpool and Manchester Railway bestellt worden und sollte ursprünglich den Namen Liverpool Travelling Engine tragen. Noch vor der Lieferung kam der Vorstand der Bahngesellschaft jedoch zu der Auffassung, dass der Kauf der Lokomotive verfrüht gewesen sei und beschloss am 21. April 1828, dass sie stattdessen als Dauerleihgabe an die Bolton and Leigh Railway gehen sollte, deren Fertigstellung früher zu erwarten war. Am 1. Juli 1828 wurde die Lancashire Witch an die B&LR übergeben und dort bei den Bauarbeiten an der Bahnstrecke eingesetzt. Am 1. August 1828 führte sie den Eröffnungszug an. Da die Vereinbarung zwischen den beiden Bahngesellschaften vorsah, dass die L&MR bei Bedarf die Lancaster Witch für ihre eigenen Zwecke von der B&LR anfordern konnte, war sie gelegentlich auch als Bauzug-Lokomotive während der Bauarbeiten für die Strecke zwischen Liverpool und Manchester im Einsatz. Die Lokomotive leistete mehrere Jahre Dienst bei der Bolton and Leigh Railway; das Datum ihrer Ausmusterung und ihr Verbleib sind nicht bekannt. | Die erste Lokomotive mit stählernen Federn. |
| Stephenson-Lokomotiven der Compagnie du chemin de fer de Saint-Étienne à Lyon |                                     | 1828      | Robert Stephenson & Co.                                                 | Spurweite 1500 mm, Achsfolge B | Im März 1827 bestellte Marc Seguin für die von ihm gegründete Compagnie du chemin de fer de Saint-Étienne à Lyon zwei Lokomotiven bei Robert Stephenson & Co. in Newcastle. Nach längeren Verzögerungen traf die erste Maschine im Juni 1828 in der Fabrik des Industriellen Alexis Hallette bei Arras ein, die zweite Ende Juli in Lyon. Da inzwischen klargeworden war, dass die französische Regierung keine Genehmigung für den Import weiterer im Ausland gebauter Lokomotiven erteilen würde (Seguin hatte ursprünglich geplant, insgesamt 35 Stück bei Stephenson zu erwerben), stand fest, dass sie als Studien- und Versuchsobjekte dienen sollten; mit den gewonnenen Erkenntnissen sollten anschließend die benötigten Maschinen in Frankreich gebaut werden. Als Hersteller ist zunächst Hallette vorgesehen, der sich jedoch nicht bereiterklärt, die Lokomotiven zu Preisen zu liefern, die unter denen von Stephenson liegen. Also beschließt Seguin, den Bau in Lyon selber durchzuführen. Das dorthin gelieferte Exemplar lässt er montieren, das andere dient nur als Teilespender und zu Studienzwecken. Am 11. August ist der Zusammenbau abgeschlossen, und am 13. September beginnen die Probefahrten. Die Ergebnisse sind nicht positiv: Die Leistung der Lokomotive erweist sich aufgrund unzureichender Dampferzeugung als zu gering, ihr Gewicht hingegen als so hoch, dass sich die Lagersteine der Gleise unter der Belastung verschieben. Seguin, der mit den Resultaten unzufrieden ist, baut die Lokomotive Ende 1828 komplett um, indem er Chassis und Mechanik beibehält, aber mit einem selber konstruierten Kessel versieht, den er eigentlich für Dampfschlepper auf der Rhône konzipiert hatte. Die Tests im Januar 1829 sind so erfolgreich, dass Seguin den Entschluss fasst, seine Lokomotiven fortan vollständig selber zu konstruieren und zu bauen. Der weitere Verbleib der beiden Lokomotiven ist nicht bekannt. | |
| Pride of Newcastle (irrtümlich als America bekannt)                           |                                     | 1828      | Robert Stephenson & Co.                                                 | Spurweite 1295 mm (4 Fuß und 3 Zoll), Achsfolge B                                                                                             | Für die Delaware and Hudson Canal Company gebaut. Die Lokomotive wurde im Juli 1828 bestellt, nachdem der Beauftragte des Unternehmens die von Stephenson gebaute Lancashire Witch im Betrieb gesehen hatte und eine Maschine gleichen Typs, nur mit anderer Spurweite in Auftrag gab. Am 15. Januar 1829 traf die Lokomotive in New York City ein und wurde dort in den folgenden Monaten zunächst Kesseltests unterzogen, ohne in Bewegung gesetzt zu werden. Am 2. Juli 1829 schließlich trat sie zusammen mit der Stourbridge Lion teilweise zerlegt auf dem Dampfboot Congress den Weg nach Honesdale an, wo sie auf die Bahnstrecke kommen und Probefahrten antreten sollte. Für den 16. Juli ist dokumentiert, dass die Congresss mit den beiden Lokomotiven die Kanalschleuse in Eddyville passierte, und am 23. Juli wurden die Pride of Newcastle und die Stourbridge Lion in Honesdale entladen, auf die Schienen gesetzt und betriebsbereit gemacht. Danach gibt es keinerlei Erwähnung der Pride of Newcastle mehr. Ihr Verbleib ist ungeklärt, es besteht jedoch eine durch Anhaltspunkte gestützte Theorie zu ihrem Schicksal (siehe hierzu die Spalte Besonderheiten und Anmerkungen). | Für über 150 Jahre gab es keinen Hinweis auf den Verbleib der Pride of Newcastle oder den Grund, wieso sie nach ihrer Ankunft in Honesdale nicht mehr erwähnt wurde. Die Smithsonian Institution besaß seit 1890 den erhalten gebliebenen Kessel, einen Zylinder, zwei Balanciers und vier Räder, die allesamt als Überreste der erfolglos auf der Bahnlinie getesteten Stourbridge Lion galten. Der Versuch, diese Teile zu kombinieren, schlug jedoch fehl: Es stellte sich heraus, dass die Räder von der Pride of Newcastle stammen mussten; das blieb auf Jahrzehnte die einzige Spur der Maschine. 1981 dann wurde von Eisenbahnhistorikern in einem Antiquitätengeschäft in New York City eine aufwendig gearbeitete Mahagoni-Schatulle in Form eines Sarges entdeckt, die mit eingeschnitzten Inschriften versehen ist: JOHN B. JERVIS 1829 D&H CANAL COMPANY – AMERICA – BLEW UP JULY 26, 1829. Dieser Fund führte zu der Annahme, dass die Pride of Newcastle kurz nach ihrer Ankunft durch eine Kesselexplosion zerstört wurde, dieser Unfall jedoch von der Unternehmensleitung der Delaware and Hudson Canal Company vertuscht wurde, um Investoren und Anteilseigner nicht zu verschrecken. John B. Jervis, der Chefingenieur des Kanalunternehmens, bewahrte vermutlich ein Fragment der explodierten Lokomotive in der Schatulle auf. Allerdings hat er sie in diesem Fall erst deutlich später anfertigen lassen oder überreicht bekommen, denn dass der Name der Lokomotive America gelautet habe, ist ein Irrtum, der erst in der zweiten Hälfte des 19. Jahrhunderts durch eine Fehldeutung der Aussagen von Stephenson-Mitarbeitern entstand. Horatio Allen, Ingenieur der Kanalgesellschaft, gab als den Namen der Lokomotive in einem Brief vom 22. Juni 1829 Pride of Newcastle an, aber tatsächlich hat sie wohl nie ein Namensschild getragen. |
| Stourbridge Lion                                                              |                                     | 1828      | Foster, Rastrick and Company                                            | Spurweite 1295 mm (4 Fuß und 3 Zoll), Achsfolge B                                                                                             | Für die Delaware and Hudson Canal Company gebaut. Die Lokomotive wurde 1828 in Großbritannien bestellt, traf am 20. Mai 1829 in New York City ein und wurde dort in den folgenden Monaten zunächst Kesseltests unterzogen, ohne in Bewegung gesetzt zu werden. Am 2. Juli 1829 schließlich trat sie zusammen mit der Pride of Newcastle teilweise zerlegt auf dem Dampfboot Congress den Weg nach Honesdale an, wo sie auf die Bahnstrecke kommen und Probefahrten antreten sollte. Am 8. August 1829 führte die Stourbridge Lion ihre offizielle Erstfahrt über etwa 4,8 Kilometer von Honesdale aus durch. Die Lokomotive erfüllte alle Erwartungen hinsichtlich ihrer Leistung, erwies sich aber als weitaus zu schwer für die vorhandenen Gleise. Daher wurde sie wieder stillgelegt und abgestellt. 1834 versuchte die Kanalgesellschaft, die ungenutzte Lokomotive zu verkaufen, fand jedoch keinen Abnehmer. So wurde sie in der Folgezeit als Materialspender stückweise zerlegt, bis 1845 neben einigen Einzelteilen nur noch der Kessel übrig war. Er fand dann bei einer Gießerei in Carbondale stationär Verwendung. 1874 versuchte die Gießerei erfolglos, den Kessel aufgrund seines historischen Werts für 1000 $ zu verkaufen. 1883 wurde er bei der Exposition of Railway Appliances in Chicago ausgestellt, wo er aufgrund mangelhafter Sicherheitsvorkehrungen von Souvenirjägern weiter geplündert und beschädigt wurde. 1890 ging der Kessel mitsamt der noch vorhandenen übrigen Teile – einen Zylinder, zwei Balanciers sowie vier Räder – in den Besitz der Smithsonian Institution über, wo sich bei einem Rekonstruktionsversuch herausstellte, dass die Räder nicht zum Kessel passten, sondern von der gleichfalls 1829 an die Kanalgesellschaft gelieferten Pride of Newcastle stammten. Gegenwärtig sind der Kessel und die anderen erhaltenen Elemente im Baltimore and Ohio Railroad Museum ausgestellt.                      | Die D&H ließ 1932 für die Chicagoer Weltausstellung 1933 einen betriebsfähigen Nachbau der Stourbridge Lion in voller Größe konstruieren, wobei fehlende Daten anhand der sehr ähnlichen erhaltenen Lokomotive Agenoria ermittelt wurden. Er befindet sich heute im Museum der Wayne County Historical Society in Honesdale. |
| Dreadnought                                                                   |                                     | 1828/29   | Edward Bury                                                             | Normalspur, Achsfolge C | Edward Bury beabsichtigte, seine erste Lokomotive am Rennen von Rainhill teilnehmen zu lassen, sie wurde jedoch nicht rechtzeitig fertiggestellt. Die Dreadnought wurde dennoch von der Liverpool and Manchester Railway angekauft, am 4. März 1830 aufgegleist und ab 12. März als Bauzug-Lokomotive eingesetzt. 1831 wurde sie an die Bolton and Leigh Railway verkauft und war dort zwanzig Jahre lang bei der Beförderung von Kohlenzügen im Einsatz. Ihr endgültiger Verbleib ist nicht dokumentiert. | Vermutlich die erste Lokomotive mit Expansionsventil |
| Agenoria                                                                      |                                     | 1829      | Foster, Rastrick and Company                                            | Normalspur, Achsfolge B; Geschwindigkeit von 18 km/h unter Last dokumentiert                                                                  | Güterzuglokomotive der Kingswinford Railway; am 2. Juni 1829 in Betrieb genommen, um 1864 stillgelegt, seit 1884 im Science Museum in London. | |
| Victory                                                                       |                                     | 1829      | Timothy Hackworth                                                       | Normalspur, Achsfolge C | Für die Stockton and Darlington Railway gebaut, möglicherweise unter Verwendung von Bauelementen einer anderen, nicht identifizierten Lokomotive. Die Victory erwies sich als außerordentlich zuverlässige Maschine und blieb auf der Bahnlinie im Einsatz, bis sie im Februar 1841 – wie schon im Vorjahr die Royal George – an die Wingate Colliery Company in Durham verkauft wurde. Ihr Verbleib ist unbekannt. | |
| Rocket                                                                        |                                     | 1829      | Robert Stephenson & Co.                                                 | Normalspur, Achsfolge C | Für die Stockton and Darlington Railway gebaut; Einsatz und Verbleib unbekannt. | Nicht zu verwechseln mit der ebenfalls von Robert Stephenson & Co. für das Rennen von Rainhill gebauten gleichnamigen Rocket. |
| Twin Sisters                                                                  |                                     | 1829      | Robert Stephenson & Co.                                                 | Normalspur, Achsfolge C; Geschwindigkeit von bis zu 19 km/h unter Last dokumentiert                                                           | Bauzug-Lokomotive der Liverpool and Manchester Railway; Ende 1831 ausgemustert und verschrottet. Ein Zylinder wurde für eine stationäre Pumpe im Bahnhof Liverpool Station in Manchester weiterverwendet. | Experimentelle Konstruktion mit zwei separaten, aufrecht stehenden Kesseln und Koksfeuerung. |
| Britannia                                                                     |                                     | 1829      | Robert Stephenson & Co.                                                 | Spurweite 1280 mm (4 Fuß und 2 Zoll), Achsfolge C; Geschwindigkeit bei Erprobungsfahrt ohne Last 16 km/h                                      | Industriebahnlokomotive, im September 1829 an die Sirhowy Railway in Tredegar ausgeliefert und dort am 17. Dezember in Betrieb genommen; späterer Verbleib unbekannt. | |
| Perseverance                                                                  |                                     | 1829      | Timothy Burstall                                                        | Normalspur; Höchstgeschwindigkeit 9,6 km/h | Für das Rennen von Rainhill gebaut, dort jedoch wegen unzureichender Leistung ausgeschieden und nicht in den Betrieb übernommen. Verbleib unbekannt. | |
| Cycloped                                                                      |                                     | 1829      | Thomas Shaw Brandreth                                                   | Antrieb durch ein Pferd, Normalspur, Achsfolge B; Höchstgeschwindigkeit 8–9,6 km/h                                                            | Für das Rennen von Rainhill gebaut, dort jedoch von der Teilnahme ausgeschlossen, da die Lokomotive entgegen der ausdrücklichen Vorgaben des Wettbewerbs nicht mit Dampf angetrieben wurde, sondern von einem Pferd. Die Cycloped wurde nicht in den Betrieb übernommen, ihr Verbleib ist unbekannt. | |
| Novelty                                                                       |                                     | 1829      | John Braithwaite und John Ericsson                                      | Normalspur, Achsfolge A1; Höchstgeschwindigkeit 45 km/h                                                                                       | Für das Rennen von Rainhill gebaut, dort jedoch nach beeindruckenden Anfangsleistungen wegen einer Reihe technischer Probleme aus dem Wettbewerb zurückgezogen worden. Nachdem Braithwaite und Ericsson einige konstruktive Änderungen an ihr vorgenommen hatten, wurde sie von der 1830 eröffneten St Helens and Runcorn Gap Railway übernommen. 1833 erhielt sie dort bei einem Umbau durch Robert Daglish neue Zylinder und Räder sowie einen neuen Kessel. Sie blieb bis 1844 in Betrieb, ihr späterer Verbleib ist unbekannt. Jedoch blieben die 1833 ausgetauschten Originalzylinder und -räder erhalten. Einer der Zylinder und alle Räder wurden 1929 in einen nicht funktionsfähigen Nachbau der Lokomotive integriert, der 1988 einen elektrischen Antrieb erhielt. | Die Novelty war die erste Tenderlokomotive, da sie ihre Brennstoff- und Wasservorräte erstmals nicht auf einem separaten Tender mitführte. Der Nachbau mit ihren erhaltenen Originalelementen ist im Science and Industry Museum in Manchester ausgestellt. |
| Sans Pareil                                                                   |                                     | 1829      | Timothy Hackworth                                                       | Normalspur, Achsfolge B; Höchstgeschwindigkeit 26 km/h                                                                                        | Für das Rennen von Rainhill gebaut, dort jedoch nach vielversprechenden ersten Tests wegen eines geborstenen Zylinders ausgeschieden. Die Sans Pareil wurde trotzdem für 500 £ von der Liverpool and Manchester Railway angekauft und in den Betrieb übernommen. Die Gesellschaft vermietete sie an die Bolton and Leigh Railway, wo sie bis 1844 lief. Dann wurde sie an die Kohlegrube Coppull Colliery in Chorley abgegeben und diente bis 1863 als stationäre Dampfmaschine für Wasserpumpen. 1864 ließ sie der Politiker John Hick restaurieren und schenkte sie dem Patent Office Museum in London; sie ist heute im Science Museum ausgestellt. | |
| Rocket                                                                        |                                     | 1829      | Robert Stephenson & Co.                                                 | Normalspur, Achsfolge A1; Höchstgeschwindigkeit 48 km/h                                                                                       | Lokomotive der Liverpool and Manchester Railway, Siegerin des Rennens von Rainhill, nach dem sie erheblich umgebaut wurde. 1836 wurde die Rocket an die Brampton Railway verkauft, wo sie bis 1862 im Einsatz blieb und dann dem Patent Office Museum in London (heute Science Museum) übergeben wurde. Seit September 2019 befindet sie sich im National Railway Museum. | Obwohl die Rocket gegenüber ihrem Originalzustand von 1829 stark verändert ist, besitzt sie noch immer die ursprünglichen Treibräder, durch die während der Eröffnung der Liverpool and Manchester Railway am 15. September 1830 William Huskisson beim Unfall in Parkside tödlich verletzt wurde. |
| Locomotive Seguin                                                             |                                     | 1829      | Marc Seguin                                                             | Spurweite 1500 mm, Achsfolge B; Höchstgeschwindigkeit 12 km/h                                                                                 | Nach seinen negativen Erfahrungen mit den von Robert Stephenson & Co. gelieferten Lokomotiven beschloss Marc Seguin, die Lokomotiven für die von ihm gegründete Compagnie du chemin de fer de Saint-Étienne à Lyon auf Grundlage der gewonnenen Erkenntnisse selber zu konstruieren und zu bauen. Das erste Exemplar der von ihm entworfenen Lokomotive fuhr erfolgreich am 1. Oktober 1829. Insgesamt baute Seguin in seiner Fabrik bis 1835 zwölf Stück dieses Typs, die mehrere Jahre lang auf der Bahnlinie im Einsatz waren. | Die erste in Frankreich gebaute Lokomotive. In den Jahren 1982–1987 entstand ein funktionsfähiger Nachbau der Locomotive Seguin. |
| Flying Dutchman                                                               |                                     | 1829      | Christian Edward Detmold                                                | Antrieb durch ein Pferd, Normalspur, Achsfolge B; Höchstgeschwindigkeit 19,3 km/h                                                             | Die Pferdelokomotive wurde für die South Carolina Canal and Rail Road Company gebaut und bereits 1830 wieder ausgemustert, da die Leistung im Vergleich mit lokbespannten Zügen unbefriedigend war. | |
| Tom Thumb                                                                     |                                     | 1829      | Peter Cooper                                                            | Normalspur, Achsfolge 1A; Höchstgeschwindigkeit 29 km/h unter Last                                                                            | Peter Cooper hatte die Tom Thumb bereits im Frühsommer 1829 fertiggestellt, aber erst Ende August 1830 erfolgten Erprobungsfahrten bei der Baltimore and Ohio Railroad. Die Tests erfüllten ihren Zweck, die Direktoren der Eisenbahngesellschaft vom praktischen Nutzen von Dampflokomotiven zu überzeugen. Für den regulären Streckendienst war die sehr kleine Tom Thumb von ihrem Erbauer nie vorgesehen gewesen; entsprechend wurde sie bald, nachdem sie die Probefahrten absolviert hatte, zerlegt. | Die erste in den USA gebaute Dampflokomotive, die bei einer öffentlichen Eisenbahn zum Einsatz kam. 1926 ließ die B&O einen betriebsfähigen Nachbau anfertigen, der jedoch in mehrfacher Hinsicht von dem abweicht, was über das Original bekannt ist. Diese Replik befindet sich heute im Baltimore and Ohio Railroad Museum. |
| Invicta                                                                       |                                     | 1829/30   | Robert Stephenson & Co.                                                 | Normalspur, Achsfolge B; Höchstgeschwindigkeit 32 km/h                                                                                        | Die Invicta wurde 1829 von der Canterbury and Whitstable Railway bestellt, der Bau begann noch im selben Jahr. Sie weist diverse technische Details auf, die auch bei der zuvor fertiggestellten Rocket Anwendung fanden. Am 15. April 1830 verließ sie die Fabrik, am 30. Mai zog sie den Eröffnungszug auf der Bahnstrecke nach Whitstable. 1836 wurde von der Bahngesellschaft ein unsachgemäßer Umbau vorgenommen, bei dem unter anderem der höherentwickelte und leistungsfähigere Mehrrohr-Kessel mit 25 Heizrohren unerklärlicherweise durch einen primitiven Einrohr-Kessel ersetzt wurde. Als Folge dieser Änderungen wurde die Leistungsfähigkeit der Invicta drastisch reduziert, da der Kessel nicht mehr ausreichend Dampf erzeugte. Im Oktober 1839 wurde sie außer Dienst gestellt und zum Verkauf angeboten, aber da sich kein Interessent fand, stellte man sie im Bahnhof North Lane in Canterbury unter einem Schutzdach ab. 1844 wurde sie von der South Eastern Railway erworben und eingelagert, wodurch sie zur ersten gezielt museal erhaltenen Lokomotive der Welt wurde. In der Folgezeit wurde sie an verschiedenen Orten und zu unterschiedlichen Anlässen gezeigt. Seit dem 16. Juni 2019 ist die Invicta im Whitstable Museum and Gallery in Whitstable ausgestellt. | |
| Liverpool                                                                     |                                     | 1829/30   | Edward Bury                                                             | Normalspur, Achsfolge B | Edward Bury begann den Bau seiner zweiten Lokomotive im Oktober 1829. Am 12. Juli 1830 absolvierte die fertiggestellte Liverpool auf Burys Werksgelände ihre erste Probefahrt und wurde dann noch im selben Monat an die Liverpool and Manchester Railway überstellt, wo sie am Eröffnungstag der Bahnlinie am 15. September in Betrieb war. Einige Monate nach ihrer Erstfahrt erhielt die Liverpool bei einem Umbau diverse Verbesserungen, darunter einen leistungsfähigeren Mehrrohrkessel. 1832 wurde die Liverpool von der US-Eisenbahngesellschaft Petersburg Railroad angekauft und in die Vereinigten Staaten verschifft, wo sie von 1833 an auf der Strecke in Virginia im Einsatz war. Ihr endgültiger Verbleib ist unklar. | Die Liverpool verfügte als erste Lokomotive über einen Innenrahmen mit innenliegenden horizontalen Zylindern und Antrieb über Kropfachsen. Der Barrenrahmen der Liverpool wurde prägendes Vorbild für amerikanische Lokomotivkonstruktionsprinzipien, die hierdurch eine andere Richtung nahmen als in Europa. |
| Phoenix                                                                       |                                     | 1830      | Robert Stephenson & Co.                                                 | Normalspur, Achsfolge A1 | Die Phoenix wurde im Juni 1830 an die Liverpool and Manchester Railway ausgeliefert und war eine der acht Lokomotiven, die an der Eröffnungsfahrt am 15. September 1830 teilnahmen. | Die Phoenix verursachte die erste dokumentierte Zugkollision: Während der Einweihung der Liverpool and Manchester Railway bildete ihr Zug die Spitze der Eröffnungsprozession, wobei Robert Stephenson persönlich die Maschine führte. Bei der Einfahrt in den Olive-Mount-Einschnitt um 10.45 Uhr sprangen ihre Treibräder aus den Schienen und sie kam abrupt zum Stehen. Die nachfolgende North Star bremste nicht mehr ausreichend stark ab und fuhr auf das Ende des Führungszuges auf. Es gab jedoch weder Verletzte noch Schäden, und die Phoenix ließ sich problemlos wieder aufgleisen, so dass die Fahrt sehr bald fortgesetzt wurde. |
| North Star                                                                    |                                     | 1830      | Robert Stephenson & Co.                                                 | Normalspur, Achsfolge A1 | Die North Star wurde im August 1830 an die Liverpool and Manchester Railway ausgeliefert und war eine der acht Lokomotiven, die an der Eröffnungsfahrt am 15. September 1830 teilnahmen. | |
| Northumbrian                                                                  |                                     | 1830      | Robert Stephenson & Co.                                                 | Normalspur, Achsfolge A1; Höchstgeschwindigkeit 64 km/h                                                                                       | Die Northumbrian wurde im August 1830 an die Liverpool and Manchester Railway ausgeliefert und war eine der acht Lokomotiven, die an der Eröffnungsfahrt am 15. September 1830 teilnahmen. | Bei der Eröffnung der Liverpool and Manchester Railway zog die Northumbrian den Zug des Herzogs von Wellington, wurde aber nach dem Unfall in Parkside abgekuppelt, um den verletzten William Huskisson auf einem Flachwagen, der zuvor eine Musikkapelle getragen hatte, so schnell wie möglich in den nahen Ort Eccles zu bringen, damit er dort zur weiteren Behandlung in einem Haus unterkommen konnte. George Stephenson selber übernahm die Führung der Northumbrian, die auf dieser Fahrt die bis dahin nie erreichte Geschwindigkeit von 64 km/h erreichte. |